# Violencia de género en Chile en el siglo XX
La violencia de género en Chile en el siglo XX se refiere a todo tipo de ejercicio de la violencia sin importar su dimensión, ya sea esta psicológica, física, económica entre otras, comprendidas en el territorio de Chile durante los años 1900 y 1999.

## Contexto
Durante el siglo XX se producen una serie de transformaciones en la sociedad chilena, por una parte, el sector obrero y popular protagonizará el principio de siglo con diversas movilizaciones sociales, mientras que paralelamente, comenzará a nacer movimientos feministas que se consagran a finales de siglo.
Este siglo será caracterizado por el lento pero constante surgimiento de una clase media, clase que será nueva en el panorama socioeconómico para el Estado de Chile. Es en torno a esta nueva configuración que las relaciones sociales mutarán y se adaptarán a este nuevo panorama.
Las ciudades comienzan su auge y crecimiento permanente, estos espacios son el encuentro entre clases ya que las ciudades aún no evidencian su crecimiento exponencial. El escenario chileno en este siglo sufre transformaciones en su composición y forma a profundidad, por ende, a diferencia de la época colonial y su relación con el siglo XlX en esta época si se presentan y evidencian cómo algunos elementos de continuidad que parecían ser imperantes y permanentes se quebrantan frente a un nuevo siglo.
La mujer del siglo XX en su sociedad posee un rol secundario, en el cual a partir de la maternidad y del rol de esposa es que lentamente se hará participe de la sociedad, es decir su rol social es de compañerismo a su pareja y la crianza de los hijos que se tuvieran con esta, en este contexto la mujer debe sostener conductas obedientes y mantenerse dócil. Esto operará como una evidente expresión de la dominación casi natural que se le adjudica al género masculino frente a la figura de su cónyuge o pareja.
En este siglo la violencia conyugal o familiar no genera por sí sola interés público o impacto social, sino más bien las causantes de esta, las cuales principalmente el alcoholismo tomará el protagonismo a la hora de hablar de la violencia y sus expresiones. La violencia conyugal será más invisibilizada aún con la llegada de la dictadura militar de Augusto Pinochet, hasta la década de los ochenta, en la cual las oposiciones y organizaciones populares lograron rearticularse frente a la dictadura. Esta rearticulación también significó la organización de espacios femeninos, en los cuales de manera paulatina la violencia conyugal comenzó a ser un tema de interés público, este interés y movimiento al respecto culminará en la década de los noventa, con un triunfo trascendental para dar disputa a la violencia su normalización y hegemonía, este triunfo se pone en manifiesto a través de la ley de violencia intrafamiliar promulgada en 1994, así generando una condena en particular para quienes fueran agresores de sus parejas o hijos.

## Alcoholismo en contexto de violencia conyugal
Al igual que en siglos anteriores el consumo de alcohol específicamente el estado de ebriedad son considerados uno de los factores más relevantes para estas escenas de violencia, este fenómeno de consumo se acentúa en las clases populares en este siglo, esto llegó a generar una preocupación institucional por parte del Estado, “entre 1903 y 1909 la policía santiaguina detuvo un promedio de 17.300 personas al año por ebriedad, convirtiéndose en prácticamente la mitad de los arrestos”. Esto es un reflejo evidente de un conflicto que comienza a tomar un carácter público, ya que el ciudadano arquetípico o modelo que busca construir el Estado, considerándose una conducta reprochable y que expondría lo peor de una sociedad. Este consumo desmedido se asociaría de manera casi instantánea a uno de los orígenes de las escenas de violencia intrafamiliar durante el siglo XX, es por este motivo que tanto la prensa obrera popular y los grupos acomodados realizaron un esfuerzo publicitario para revertir esta realidad. Tomando en consideración los registros de prensa del siglo XX es que las y los historiadores infieren que la preocupación social y de la prensa está focalizada con mayor énfasis en la ebriedad que en la violencia por sí misma, sin embargo, esta violencia se comprende como el resultado de las practicas alcohólicas, la prensa feminista de la época también focaliza en la ebriedad un estado generador de contextos violentos y agresiones físicas.

## Marco jurídico
Durante el desarrollo de este siglo el marco jurídico de Chile estará en constantes cambios, la turbulencia legal respecto a este siglo se ve expresada por ejemplo con la aplicación de tres constituciones distintas durante el siglo, la constitución de 1833 la cual estuvo en vigencia hasta 1925, la constitución de 1925 la cual fue imperante hasta 1980 y esta última que se encuentra en vigencia hasta el día de hoy. En este panorama es que la administración judicial del territorio se encuentra en constantes oscilaciones frente a sus principios y moral. Sin embargo, la manera de percibir la violencia conyugal sigue encontrándose estática y bajo la lógica del hombre como una figura tutelar por sobre la mujer y las diferencias de derechos o deberes que existe entre ambos géneros, prueba de esto es la figura en torno a la infidelidad, ya que a través del código penal la fidelidad es solo una obligación para el género femenino, las cuales serían en función de cuidar y no dañar la honra masculina, situación que a la inversa no es condenable.
Respecto a este concepto de infidelidad es que se expresa otra figura de desigualdad entre géneros, ya que  “el marido que sorprendiera a su mujer infraganti cometiendo adulterio y procediera a herirla o matarla estaba exento de responsabilidad criminal”.
Respecto al progreso legal y jurídico es que a partir de 1994 en Chile es promulgada la ley de violencia intrafamiliar, esta sería la primera vez que el Estado chileno busca intervenir en la vida familiar, estableciendo finalmente límites respecto a la fuerza ejercida sobre la familia y principalmente la mujer.

## La cultura de la privacidad
Tal es la importancia de la figura de la honra y la moral a nivel público o de comunidad es que las clases media y alta se enfrentarán a estos hechos de violencia desde un mundo completamente privado, resguardando el “derecho a intimidad” de estos espacios por sobre todo. Es por esto que en estas clases lo proyectable es trascendental por esto mantener escenas de violencia por parte de agresor y agredido era considerado una virtud. Ejemplo de tales consideraciones para a mantener los atributos valorativos y los conflictos fuera de la luz pública, se evidencian claramente en un artículo escrito en 1903 por el periódico -El Chileno- en el cual un padre aconseja a su hija a cómo resolver conflictos con su futuro esposo
“Si en tu marido descubrieras algunos defectos, lo que es natural, puesto que todos hemos sido formados de la tierra, no le digas a los extraños, ni aun a nosotros mismos, sin grave necesidad de conserje, porque su honra es tu honra”.
Esta situación de complicidad significó finalmente que las clases medias y altas también percibieran la inexistencia de escenas de violencia dentro de sus contextos.